# أدريان سايز
أدريان سايز (بالإسبانية: Adrián Sáez de Arregi) (و. 1986  م) هو دراج إسباني.

## روابط خارجية
- أدريان سايز على موقع الاتحاد الدولي للدراجات (الإنجليزية)
- أدريان سايز على موقع أرشيف الدراجات (الإنجليزية)
- أدريان سايز على موقع إحصائيات الدراجات الإحترافية (الإنجليزية)
- أدريان سايز على موقع نسبة الدراجات (الإنجليزية)